# Donato Giannotti
Pour les articles homonymes, voir Giannotti.

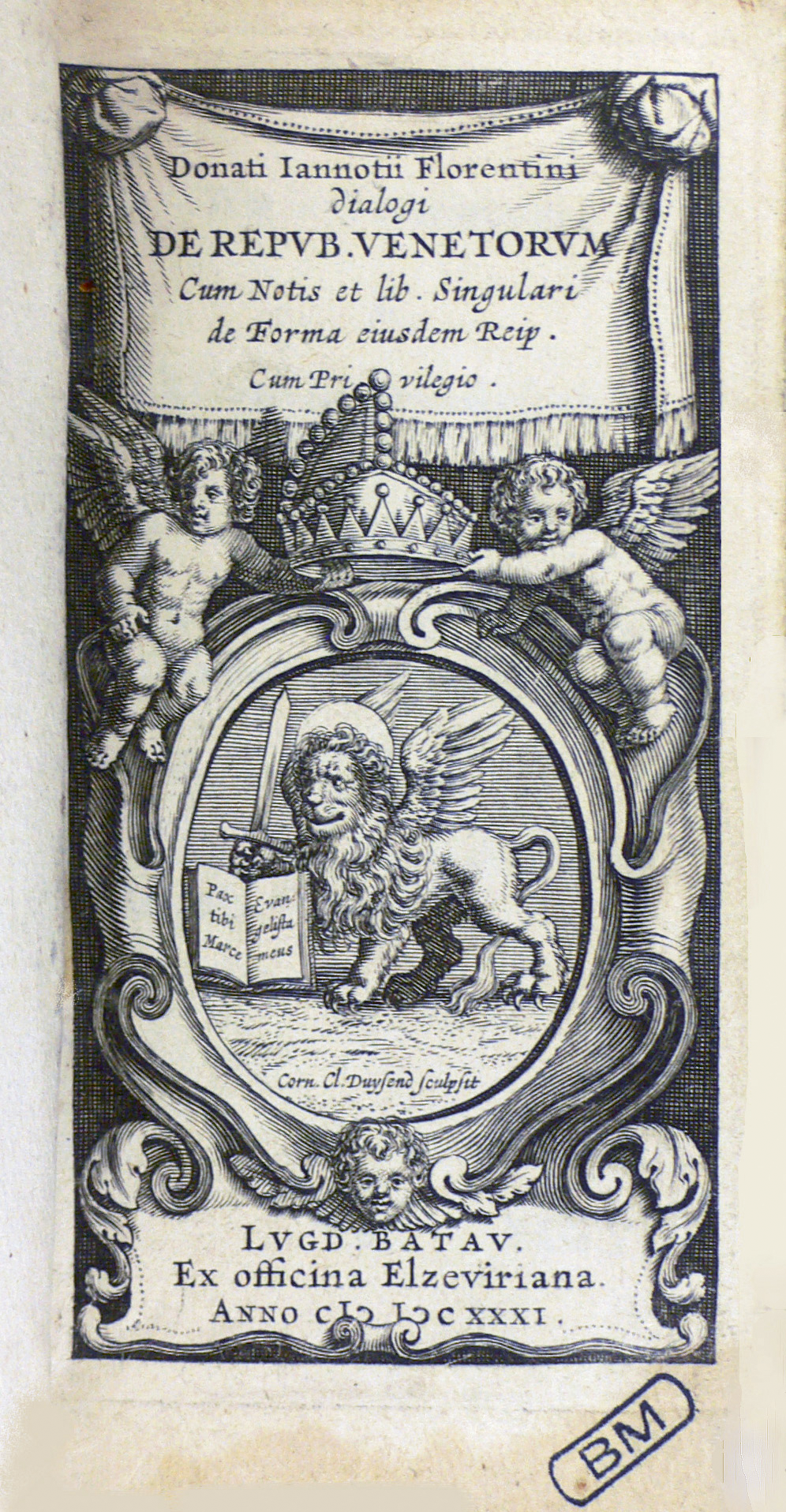

Donato Giannotti, né à Florence le 27 novembre 1492 et mort à Rome le 27 décembre 1573, est un écrivain et homme politique italien.

## Biographie
Élu secrétaire du conseil suprême puis gonfalonier de la République contre Machiavel, il sert d'ambassadeur lors des négociations entre Cosme Ier de Médicis et Charles Quint. 

## Œuvres
- 1531 : Della repubblica fiorentina
- 1540 : Dialogi de Republica Venetorum
- 1540 : Republica di Venezia (Rome, 1540 ; Venise, 1572, 2 vol)
- 1546 : Dialoghi de' Giorni che Dante Consumo nel Cercare l'Inferno e'l Purgatorio